# Göppingen

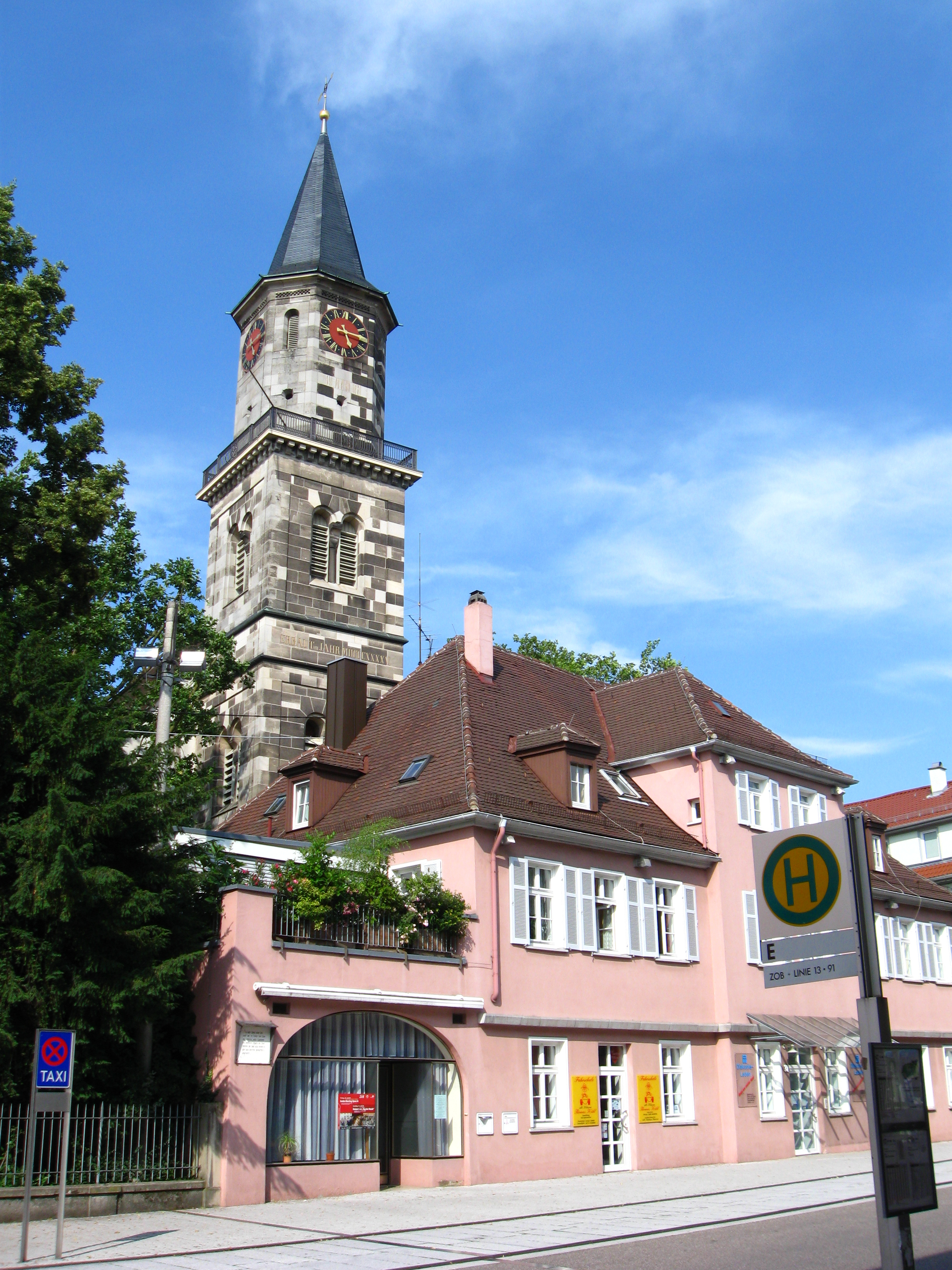
Centre de Göppingen

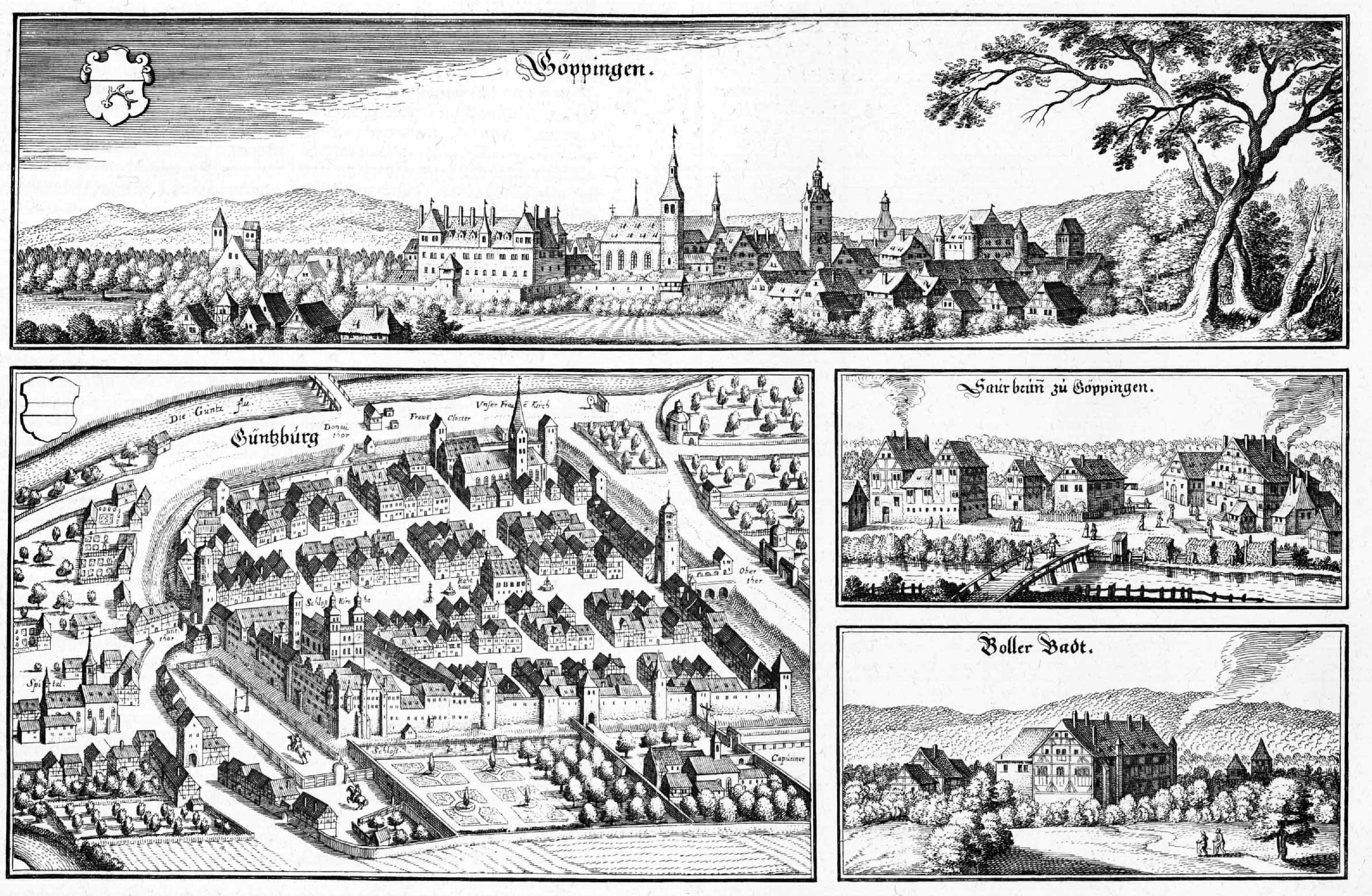
Gravat de Göppingen del (Topographia Sueviæ (Suàbia), 1643-56)

Göppingen és una ciutat de l'estat federal d'Alemanya de Baden-Württemberg. És la capital del Districte de Göppingen. Té 56.819 habitants (2010).
Va ser el bressol de la família Hohenstaufen, la qual donà diversos sobirans al Sacre Imperi Romanogermànic.

## Llocs d'interès
- Sinagoga de Goppingen (1881-1938), destruïda pels nazis el 1938.
- EWS Arena